# Star Wars Battlefront (2015)
Star Wars Battlefront  er et action shooterspil udviklet af EA Dice, med hjælp fra Criterion Games, og udgivet af Electronic Arts (EA). Spillet baseret på Star Wars-filmserien, er det tredje spil i Star Wars:Battlefront serien. Spillet ses som en reboot af Battlefrontserien i stedet for en efterfølger. Spillet blev udgivet i november 2015, spillet fik blandede anmeldelser fra kritikere. Selv om de blandede anmeldelser er stadig set som en succes, og har solgt over 12 millioner eksemplarer.

Kilder
https://www.ea.com/da-dk/games/star-wars/star-wars-battlefront
https://gaz.wiki/wiki/da/Star_Wars_Battlefront_(2015_video_game) Arkiveret 28. september 2021 hos  Wayback Machine
https://www.cinemablend.com/games/Star-Wars-Battlefront-Review-Reboot-Isn-t-Everyone-100547.html